# Papia de vestalibus
La lex Papia de vestalibus va ser una antiga llei romana que establia que el pontífex màxim escollís vint noies joves sense distingir entre patrícies i plebees i entre elles a sort es nomenés una vestal per que fos consagrada a Vesta pel mateix Gran Pontífex. Així s'evitava el sistema d'elecció anterior, que s'havia considerat arbitrària per part dels pontífexs on s'excloïen les noies plebees. Algun erudits pensen que és part de la llei Papia Poppaea. Altres l'anomenen Papilia.